# Reseda tymphaea
Reseda tymphaea är en resedaväxtart som beskrevs av Heinrich Carl Haussknecht. Reseda tymphaea ingår i släktet resedor, och familjen resedaväxter. Inga underarter finns listade i Catalogue of Life.